# Juan González Arintero
Juan Tomás González Arintero, O.P., (Lugueros, León, 24 de junio de 1860-Salamanca, 20 de febrero de 1928) fue un sacerdote católico, fraile dominico, físico y teólogo español.

## Biografía
Arintero nació en Lugueros, en la provincia de León, y entró en la Orden Dominicana en Corias (Asturias) en 1875. Tomó los hábitos en 1875 e hizo la profesión solemne el 20 de septiembre de 1879. Realizó sus estudios de Filosofía en el Convento de Corias. En 1881 fue enviado por sus superiores a Salamanca para estudiar en la Facultad de Ciencias de la Universidad de Salamanca, culminado sus estudios en Ciencias físico-químicas en 1886. En 1883 había sido ordenado sacerdote. En Salamanca trabó amistad con Marie Joseph Lagrange, O.P., futuro fundador de la Escuela Bíblica de Jerusalén. 
En 1886 fue enviado al Real Colegio de Nobles de Vergara para ejercer como profesor de Matemáticas, Física, Química e Historia natural. En 1892 fue destinado al Convento de Corias, donde ejercerá la docencia hasta 1898. Ese mismo año es destinado al Convento de San Esteban de Salamanca, donde impartirá las asignaturas de Apologética y de Eclesiología hasta 1900, cuando será destinado a Valladolid, donde funda la Academia Científico-Apologética de Santo Tomás. En 1903 es destinado de nuevo a Salamanca. En 1908 es nombrado Maestro en Sagrada Teología, el título académico más alto que concede la Orden de Predicadores. 
En 1909 es destinado al Colegio internacional Angelicum (actual Universidad Pontificia de Santo Tomás de Aquino) de Roma para hacerse cargo, junto con el P. Reginald Garrigou-Lagrange, O.P., de la cátedra de Teología fundamental. Garrigou explicaba el tratado De revelatione y Arintero el tratado De Ecclesia. Sobre estos años romanos de Arintero, el P. Álvaro Huerga, O.P., cuenta la siguiente anécdota:

Y conozco un detalle que no viví, pero que me contó el P. Lumbreras. A Arintero se le ocurrió ofrecer al papa el libro de la Evolución Mística, y esa palabra, «evolución», en la época de Pío X, sonaba a demonios, a ideas anatematizadas en la encíclica Pascendi. Entonces en Roma no había tanto turismo. Le concedieron la audiencia para dos, y nadie quería acompañarle a saludar al papa. Al final fue sólo a la audiencia, y el papa le dio la bendición. Pero algunos teólogos, incluso colegas, empezaron a atacarle y a decir y a escribir que no era ortodoxo. Y lo echaron de la cátedra de Eclesiológía del Angélico.

Por estas razones, en 1910 fue cesado como profesor en el Angelicum y fue enviado de nuevo a Salamanca, donde ejerció la docencia hasta 1918. El P. Garrigou-Lagrange, que sentía un gran afecto por Arintero y nunca lo consideró modernista, adujo otra razón que explica su cese:

Hablaba defectuosamente y el tratado De Ecclesia lo enseñaba de manera demasiado mística, sin ordenar de modo suficientemente científico las nociones y los principios. Por esto no permaneció en el colegio. El P. General, terminado el tiempo de vacaciones, le dio orden de regresar a su Provincia de España.

Sin embargo, en el proceso que se abrió contra él, la Sagrada Congregación del Santo Oficio lo declaró inocente y recomendó sus escritos. En 1921 fundó la revista La Vida Sobrenatural. 
El Padre Arintero murió en Salamanca en 1928. Está enterrado en el monasterio de las monjas clarisas de Cantalapiedra (Salamanca). Uno de sus discípulos fue el sacerdote Victorino Osende.
Fue uno de los dominicos españoles -nacidos en la segunda mitad del siglo XIX o a principios del siglo XX- a los que sus superiores en la Orden destinaron a realizar estudios en el campo de las Ciencias naturales, junto con Aniceto Fernández Alonso, O.P., el Beato Luis Urbano Lanaspa, O.P., y Pedro Nolasco de Medio, O.P., en el campo de la Física, y Manuel Barbado Viejo, O.P., en el campo de la Psicología experimental. El cardenal Ceferino González, O.P., también había realizado incursiones en el campo de las Ciencias naturales.

## Aportación
En Salamanca fundó la "Academia Científico-Apologética de Santo Tomás". En 1921 fundó en Bilbao la revista La Vida Sobrenatural. Contribuyó a la restauración de los estudios místicos en España a comienzos del siglo XX y difundió muchas ideas sobre la mística, la santidad y la perfección que influyeron después en el concilio Vaticano II
Destacó en conciliar la fe y los postulados científicos. Definió sus tesis sobre la evolución de las especies en su obra de ocho volúmenes (solo se publicó el primero) titulada "La evolución y la filosofía cristiana", en la que defiende que hay dos tipos de especies, "una especie inmutable cuya creación correspondía solo a Dios, y otra especie, la especie orgánica, que se derivaba de la primera y que gracias a los accidentes que explicaba la evolución científica, iba creando variedades como los géneros o las razas. Para Arintero, había un orden divino que siempre prevalecía, y luego un juego de cambios menores".

## Distinciones y reconocimientos
- Maestro en Sagrada Teología (1908), el título académico más alto que concede la Orden de Predicadores.

## Obras
- (1892). El Diluvio Universal Demostrado por la Geologia.
- (1898). La Evolución y la Filosofía Cristiana.
- (1901). El Hexámeron y la Ciencia Moderna.
- (1904). Teología y Teofobia.
- (1908). Evolución Mística. Desenvolvimiento y vitalidad de la Iglesia (4 vols.)
- (1911) Evolución Doctrinal
- (1916). Cuestiones Místicas.
- (1916) Grados de oración y principales fenómenos que les acompañan: cuestiones místicas
- (1919). Exposición Mística del Cantar de los Cantares.
- (1920) La Sulamitis: María Inmaculada, ideal del alma religiosa
- (1923). Las Escalas del Amor.

### Obras traducidas al inglés
- (1949). The Mystical Evolution in the Development and Vitality of the Church.
- (1957). Stages in Prayer.

## Otras lecturas
- Alonso Lobo, Arturo (1970). El P. Arintero; Precursor Clarividente del Vaticano II. Salamanca: San Esteban.
- Bandera, Armando (1987). El P. Juan G. Arintero: Renace la Mística.Ávila: Asociación Educativa Signum Christi.
- Bandera, Armando (1989). Los Caminos de la Fe: Experiencia Creyente del P. Arintero. Salamanca: Editorial San Esteban.
- Botti, Alfonso (1987), La Spagna e la crisi modernista. Cultura, società civile e religiosa tra Otto e Novecento. Brescia: Morcellliana,pp.49-51, 127-135.
- Gorce, M. M. (1937). "Arintero (Juan-Gonzales)." In: M. Viller (ed.): Dictionnaire de Spiritualité. Ascétique et Mystique. Vol. 1, París: Beauchesne, pp. 855–859.
- Llamera, Marceliano (1992). Los Santos en la Vida de la Iglesia según el P. Arintero. Salamanca: Editorial San Esteban.
- Lohrum, Meinolf (1993). "Arintero, Juan González, OP." In: W. Kasper: Lexikon für Theologie und Kirche. Herder Verlag, Freiburg, Basel, Wien.
- Plaza Aguilar, Saturnino (2004). La Evolución Doctrinal de la Iglesia según el P. Juan González Arintero O.P. Madrid: Fundación Universitaria Española.
- Rodríguez González, Valentín (2007). María en la Espiritualidad del Padre Juan González Arintero, O.P. Madrid: Fundación Universitaria Española.
- Suárez, Adriano (1936). Vida del M.R. Padre Fr. Juan G. Arintero. Cádiz: Salvador Repeto.